# ORP Generał Haller

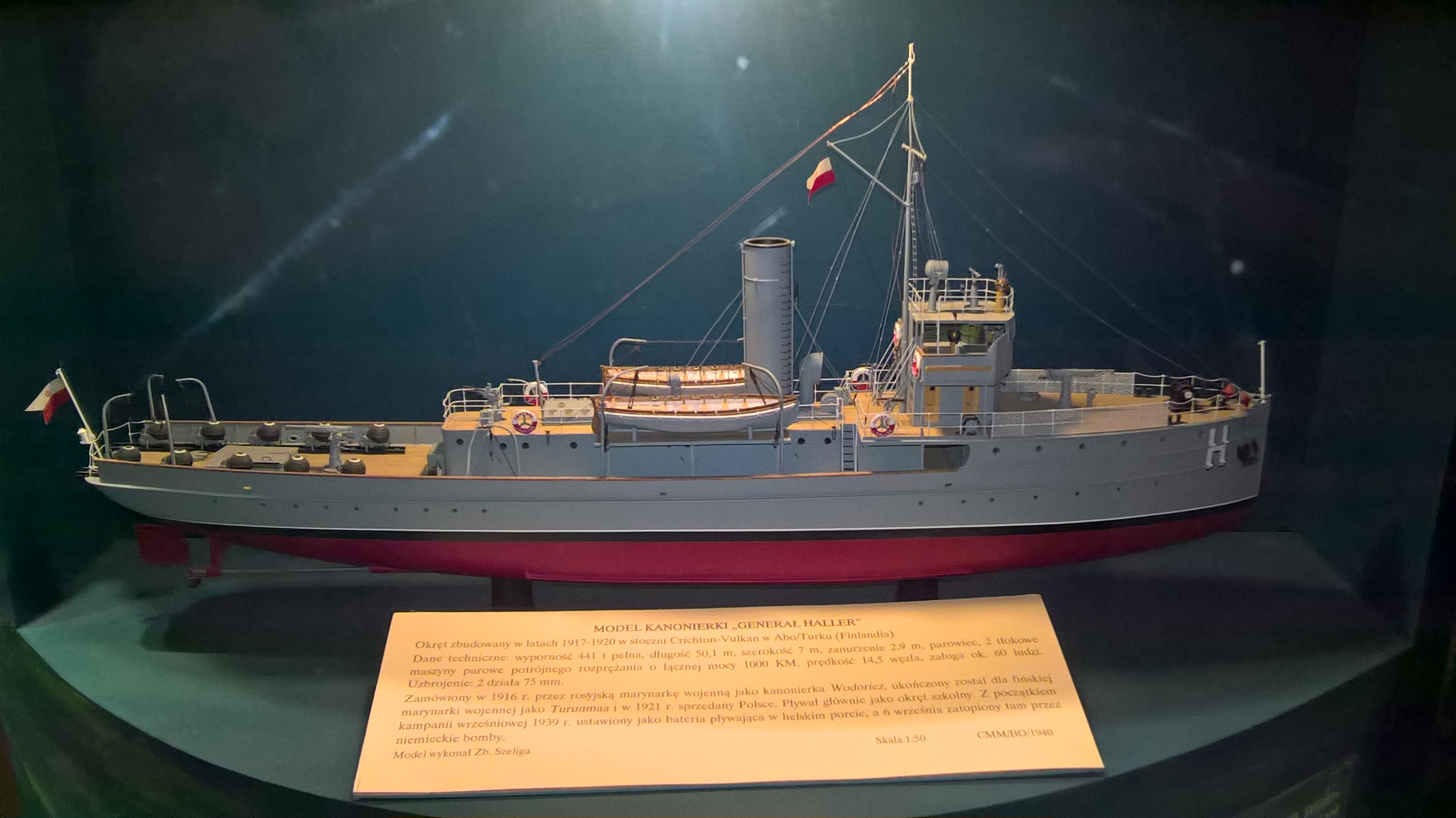
Model ORP „Generał Haller” w Narodowym Muzeum Morskim w Gdańsku

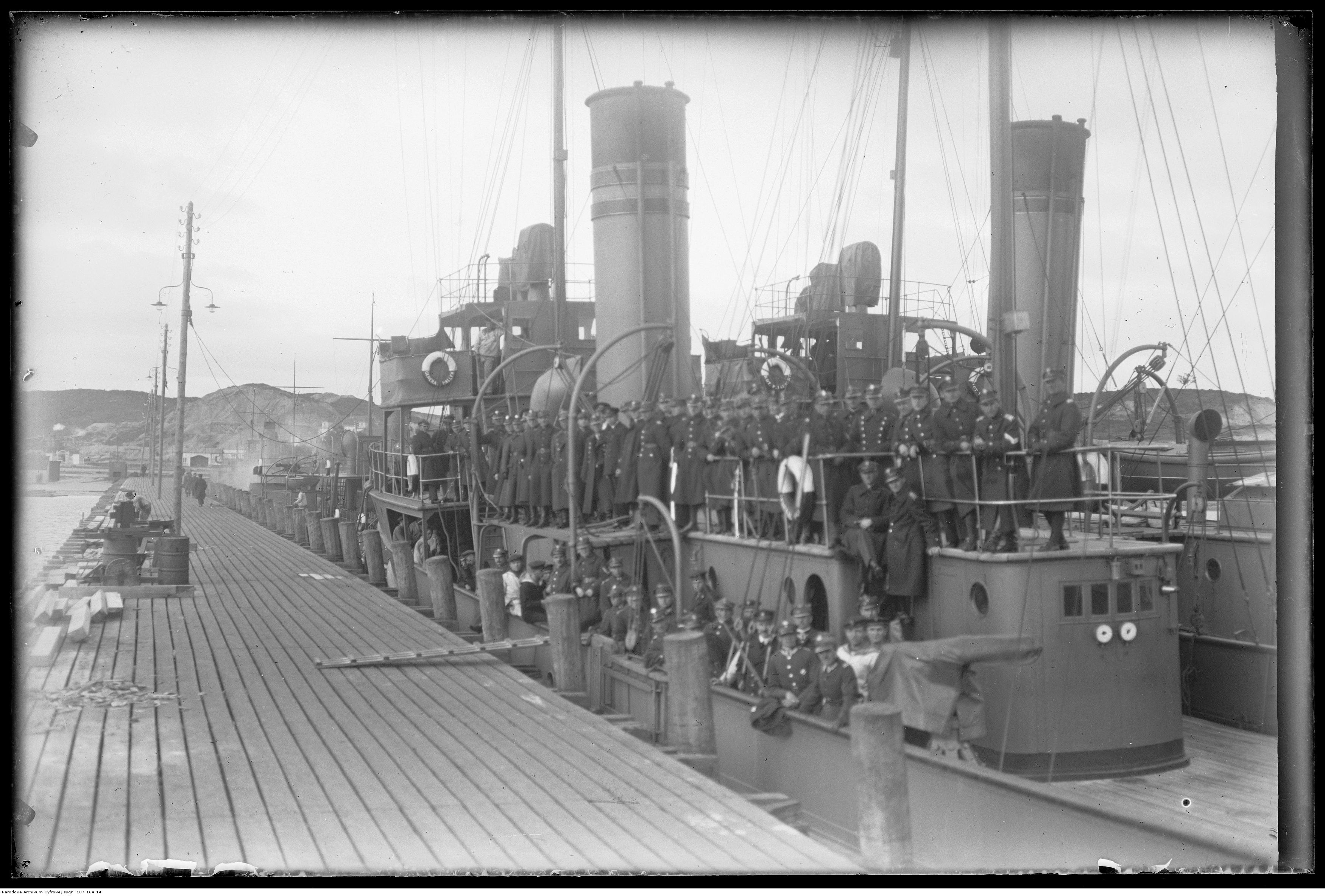
ORP „Generał Haller” w porcie w Gdyni, rok 1927

ORP Generał Haller – polska kanonierka z okresu międzywojennego, należąca do rosyjskiego typu Wodoriez. Zbudowana w Finlandii na zamówienie carskiej marynarki wojennej. Nieukończony okręt został przejęty w 1917 roku przez Finów, a następnie w 1920 roku sprzedany polskiej marynarce wojennej. W polskiej flocie pełnił funkcję okrętu szkolnego; wziął udział w kampanii wrześniowej. Zatopiony 6 września 1939 roku w porcie w Helu w wyniku bombardowania samolotów niemieckich.

## Zamówienie i budowa
Carska Flota Bałtycka, borykająca się z problemami niedoboru małych jednostek eskortowych, w 1916 roku zamówiła w fińskich stoczniach 12 okrętów trzech podobnych typów, potocznie nazywanych kanonierkami Borowskiego, od nazwiska polskiego oficera w rosyjskiej służbie, będącego ich pomysłodawcą. Z tego, sześć okrętów typu Wodoriez, nazwanego tak od pierwszego okrętu, miała zbudować stocznia Ab Crichton w Åbo (Turku) należącym wówczas do Cesarstwa Rosyjskiego. W Rosji okręty te klasyfikowano jako dozorowce (storożewyj korabl).
Budowę przyszłego ORP „Generał Haller”, oznaczonego numerem stoczniowym 647, rozpoczęto 1 grudnia 1916 roku (numer zamówienia 2092). Okręt zwodowano w 1918 roku, a ukończono w 1919 roku. Rosyjska marynarka przewidziała dla okrętu nazwę „Wodoriez” (brzytwodziób). Po rewolucji w Rosji i uzyskaniu przez Finlandię niepodległości, okręt został przejęty przez stocznię. Jednostka nie została jednak włączona w skład fińskiej marynarki wojennej, lecz wystawiona na sprzedaż. Spotykane są informacje w starszej literaturze, że „Generał Haller” otrzymał w międzyczasie fińską nazwę „Karjala” (względnie według innych źródeł „Turunmaa”). Nie potwierdzają tego jednak nowsze publikacje, a nazwy „Karjala” i „Turunmaa” otrzymały bliźniacze kanonierki wcielone już w 1918 roku do marynarki fińskiej, o numerach stoczniowych 649 i 650.

## Zakup przez PMW
Wkrótce po odzyskaniu przez Polskę niepodległości utworzona została marynarka wojenna. Kierownictwo Departamentu dla Spraw Morskich na czele z kontradmirałem Kazimierzem Porębskim pilnie poszukiwało okrętów dla nowo utworzonej floty. W tym celu 29 marca 1920 roku do Finlandii delegowano mjr. Aleksandra Cwalinę oraz kpt. mar. inż. Bolesława Białopiotrowicza. 14 kwietnia 1920 roku spotkali się oni z dyrektorem stoczni Crichton i otrzymali propozycję zakupu dwóch „krążowników lekkiego typu” – jak były opisane w korespondencji te okręty. W celu obejrzenia okrętów oraz uzyskania rysunków i oferty, następnego dnia po spotkaniu z dyrektorem stoczni Białopiotrowicz wyjechał do Åbo. Po uzyskaniu oferty Departament dla Spraw Morskich 6 października wysłał do Finlandii kpt. mar. Mieczysława Bereśniewicza i ponownie kpt. Białopiotrowicza w celu zakupu obu okrętów. Zaproponowano dla nich tymczasowe nazwy „Kondor” (ex „Łuń”) i „Berkut” (ex „Wodoriez”), a w dokumentach z tego okresu i korespondencji nazywano je półoficjalnie „kondorami” lub typem Kondor. 18 października 1920 roku Minister Spraw Wojskowych zatwierdził dla okrętu „Wodoriez” nazwę „Generał Haller” na cześć gen. Józefa Hallera. Umowę na zakup okrętu podpisano 23 października 1920 roku. Łącznie za zakup kanonierki zapłacono 2 590 954 marek fińskich. Cena ta nie obejmowała zakupu wyposażenia dla okrętu takiego jak: logi mechaniczne, dalmierze artyleryjskie, sondy mechaniczne, za które dla obu okrętów zapłacono dodatkowo 95 360 marek fińskich.
W niedzielę 17 kwietnia 1921 roku o godzinie 14:00 podniesiono na kanonierce polską banderę. Komendantem okrętu mianowano kmdr. ppor. Bereśniewicza, starszym oficerem został kpt. mar. Tadeusz Morgenstern-Podjazd, a funkcję młodszego oficera pełnił por. mar. Heliodor Laskowski. Następnego dnia okręt wyruszył wzdłuż wybrzeży szwedzkich do Gdańska. Z powodu problemów spowodowanych pojawieniem się wody w kadłubie, okręt zmuszony był do zawinięcia do szwedzkiego portu Nynäshamn, gdzie przebywał od 19 do 20 kwietnia, co stanowiło pierwszy w historii międzynarodowy rejs polskiego okrętu pod polskim dowództwem. Do Gdańska okręt dotarł 22 kwietnia i został odebrany w czerwcu przez komisję powołaną przez szefa DSM, której pracom przewodniczył kmdr por. inż. Marian Sasinowski.

## Opis konstrukcji

### Kadłub
Zgodnie z założeniami projektu okręt miał wyporność ok. 350 ton. Liczne przebudowy i przezbrojenia znacznie zwiększyły jego masę. W 1938 roku kontraktowa wyporność standardowa okrętu (bez uzbrojenia) wynosiła 352,1 tony, zaś bez zapasów i załogi 343,6 ton. Przy normalnym stanie zapasów było to już 396,1 ton, natomiast wartość przy wyporności pełnej to 441 ton. Długość całkowita kanonierki wynosiła 50,04 metra, a długość między pionami 47 metrów. Okręt szeroki był na 6,92 metra. Zanurzenie średnie na próbach stateczności z 29 października 1938 roku, przy wyporności 400 ton wyniosło 3,05 metra, a przy wyporności pełnej 3,25 metra. Napęd jednostki stanowiły dwa kotły wodnorurkowe systemu Normand oraz dwie tłokowe maszyny parowe potrójnego rozprężenia o łącznej mocy 1150 KM, które napędzały dwie śruby. Kontraktowa prędkość „Generała Hallera” była określana na 15 węzłów. Na próbach kanonierka osiągnęła jednak 15,6 węzła. W polskiej służbie maksymalna prędkość wynosiła 14,5 węzła, a ekonomiczna 10 węzłów. Zasięg kanonierki przy prędkości ekonomicznej określono na 950 mil morskich, a przy maksymalnej prędkości 700 mil morskich. Na jednostkę można było załadować maksymalnie 32 tony węgla oraz 22,2 tony wody. Napięcie elektryczne w sieci elektrycznej wynosiło 110 woltów.

### Uzbrojenie
Zgodnie z projektem uzbrojenie kanonierek miało się składać z dwóch armat kalibru 75 mm L/50 Canet, armaty kalibru 47 mm i 30 min. Zostały jednak zakupione bez uzbrojenia. Po wcieleniu do PMW „Generał Haller” prawdopodobnie był uzbrojony we francuskie armaty kal. 75 mm wz. 1897. Następnie okręt przezbrojono – bądź było to jego pierwsze uzbrojenie – w sześć dział Hotchkiss wz. 85 kalibru 47 mm. Działka rozmieszczono po jednym na dziobie i na rufie oraz po dwa na burtach, a uzupełniały je dwa karabiny maszynowe Maxim wz. 08 kalibru 7,92 mm. Dodatkowo na pokładzie zamontowano tory minowe na 30 min. 
W marcu 1924 roku z pożyczki francuskiej zakupiono na potrzeby marynarki wojennej m.in. 28 armat 75 mm i dwie armaty 100 mm Canet. Sprzęt dotarł do Polski w 1925 roku. W tym też roku na rufie okrętu zamontowano armatę 100 mm Canet wz. 1891, a na dziobie 75 mm. Okazało się jednak, że armata 100 mm była za ciężka i zastąpiono ją armatą 75 mm. W 1928 roku uzbrojenie jednostki składało się z dwóch armat 75 mm, dwóch 47 mm oraz dwóch ckm. Od 1934 roku do wybuchu wojny okręt uzbrojony był w dwie armaty 75 mm, jeden zdwojony nkm Hotchkiss kal. 13,2 mm oraz dwa ckm. W 1929 roku pojemność komór amunicyjnych dla armat kal. 75 mm została określona na 450 nabojów. W 1928 roku na kanonierce zamontowano trały Ronarcha typu D.O. francuskiej produkcji, które w Polsce klasyfikowano jako trały ciężkie.

### Wyposażenie, załoga i inne
W skład wyposażenia „Generał Haller” początkowo wchodziła radiostacja iskrowa 8-R produkcji niemieckiego przedsiębiorstwa Telefunken, zakupiona w Finlandii. Następnie jednostka otrzymała radiostację nadawczą RKM/O i odbiorczą RKM/T. W 1937 roku zgodnie z etatem na wyposażeniu okrętu znajdowały się wyprodukowane w Polsce radiostacje: nadawcza RKM/P, odbiorcza OU i krótkofalowa nadawczo-odbiorcza Z-32. Na początku lat dwudziestych dla celów transportowych i ratunkowych na „Generale Hallerze” umieszczono motorówkę oraz łódź wiosłową. W 1926 roku na stanie znajdowały się dwie łodzie sześciowiosłowe. W kwietniu 1937 roku na kanonierce zamontowano motorówkę z ORP „Iskra”. W rosyjskiej służbie planowano, że załoga jednostki składać się będzie z 48 osób. W polskiej służbie etatowo załoga składała się z 47–57 marynarzy, w tym 3–4 oficerów. W 1928 roku załoga liczyła 4 oficerów oraz 43 podoficerów i marynarzy. W czerwcu 1931 roku etat wynosił 63 osoby, natomiast w 1935 roku 57 osób, w tym 3 oficerów. Znakami szybkiej identyfikacji okrętu oprócz liter „H” na burtach były dwa czerwone paski na kominie.

## Przebieg służby
ORP „Generał Haller” wraz z bliźniaczym ORP „Komendant Piłsudski” utworzyły Grupę Kanonierek i wraz z Grupą Trałowców, w skład której wchodziły trałowce typu FM, zostały włączone do Dywizjonu Ćwiczebnego. Pierwszym dowódcą okrętu mianowany został 20 kwietnia 1921 roku kmdr ppor. Adam Mohuczy. Dowodził on jednostką do maja, po czym na tym stanowisku zastąpił go kmdr ppor. Mieczysław Bereśniewicz. W początkowym okresie służby kanonierki pełniły funkcję okrętów reprezentacyjnych oraz salutacyjnych.
| Imię i nazwisko                          | Służba od – do                     |
| ---------------------------------------- | ---------------------------------- |
| kmdr ppor. Adam Mohuczy                  | 20 kwietnia 1921 – maj 1921        |
| kmdr ppor. Mieczysław Bereśniewicz       | maj 1921 – październik 1921        |
| kmdr ppor. Borys Mohuczy                 | 15 października 1921 – 1923        |
| kpt. mar. Karol Trzasko-Durski           | 1923–1924                          |
| kpt. mar. Tadeusz Bramiński              | 29 kwietnia 1924 – 1924            |
| kpt. mar. Stanisław Hryniewiecki         | 1924–1924                          |
| kpt. mar. Witold Nabrocki                | jesień 1924 – 1925                 |
| kpt. mar. Eugeniusz Pławski              | wiosna 1925 – lipiec 1925          |
| kpt. mar. Michał Borowski                | lipiec 1925 – 1926                 |
| kpt. mar. Stanisław Nahorski             | 1926–1926                          |
| kpt. mar. Eugeniusz Pławski              | 1927–1927                          |
| kpt. mar. Jerzy Kłossowski               | kwiecień 1927 – czerwiec 1928      |
| kpt. mar. Jerzy Giedroyć                 | 1928–1928                          |
| kpt. mar. Romuald Gintowt-Dziewiałtowski | 1929–1929                          |
| kpt. mar. Mieczysław Jacynicz            | 1930–1930                          |
| por. mar. Wojciech Francki               | 1931–1931                          |
| por. mar. Wiktor Łomidze                 | czerwiec 1933 – maj 1934           |
| kpt. mar. Tadeusz Wysocki                | 1935–1935                          |
| kpt. mar. Stanisław Mieszkowski          | marzec 1935 – maj 1935             |
| kpt. mar. Radosław Nowakowski            | 1 grudnia 1936 – maj 1937          |
| kpt. mar. Michał Różański                | 28 maja 1937 – 6 października 1937 |
| kpt. mar. Stanisław Mieszkowski          | 1 stycznia 1938 – 1939             |
| kpt. mar. Eligiusz Ceceniowski           | 1939 – 16 czerwca 1939             |
| kpt. mar. Stanisław Mieszkowski          | czerwiec 1939 – 3 września 1939    |

W pierwszą zagraniczną podróż do Kłajpedy ORP „Generał Haller” wyruszył 15 czerwca 1921 roku. Na pokładzie zaokrętowani byli słuchacze Tymczasowego Kursu Instruktorskiego dla Oficerów. Zimą 1921 roku kanonierka odwiedziła Rygę, natomiast na początku 1922 roku wypłynęła w rejs wzdłuż wybrzeży szwedzkich, bez zawijania do portów. W październiku 1922 roku obie kanonierki złożyły pierwszą oficjalną wizytę polskich okrętów w Finlandii i Estonii. 29 kwietnia 1923 roku okręt wziął udział w uroczystym otwarciu tymczasowej przystani w Gdyni. Od 16 października 1924 roku do wiosny 1925 roku „Generał Haller” znajdował się w rezerwie. Prawdopodobnie w tym czasie dokonano przebudowy sterówki oraz przezbrojenia. W czerwcu 1925 roku kanonierki złożyły wizytę w Tallinnie i Lipawie. Rok później odwiedziły Szwecję, Danię, Łotwę i Estonię, natomiast w 1927 roku Kopenhagę. W 1928 roku dokonano na okręcie przeróbek rufowych komór amunicyjnych. W związku z nowym podziałem jednostek pływających floty ORP „Generał Haller” 1 kwietnia 1930 roku został włączony do Dywizjonu Minowców. W tym czasie sformułowane zostały zadania dla jednostki w przypadku zajęcia przez Polskę Gdańska. Okręt miał wpłynąć na Wisłę i wspólnie z „Komendantem Piłsudskim” oraz trałowcami wspierać działania piechoty oraz kawalerii.
12 stycznia 1932 roku ORP „Generał Haller” został przydzielony do Grupy Okrętów Podwodnych. Latem tego roku kanonierka asystowała ORP „Żbik” podczas pierwszego zanurzenia na głębokość 19 metrów. Po wycofaniu ze służby trałowców typu FM Dywizjon Minowców został rozwiązany. Kanonierka 27 września 1932 roku została podporządkowana Komendzie Portu Wojennego w Gdyni. Począwszy od 24 września 1932 roku do 1 kwietnia 1933 roku, okręt znajdował się w II rezerwie i przeszedł generalny remont. W jego trakcie dokonano wymiany kotłów oraz zdjęto i wyremontowano nadbudówkę. W latach trzydziestych istniały projekty zmiany nazwy kanonierek na „Zabijaka” oraz „Zawadiaka”, jednak pozostano przy dotychczasowych nazwach. Kolejny kapitalny remont na „Generale Hallerze” miał miejsce od 15 września 1935 roku do 1 lipca 1936 roku. Przeprowadziły go Warsztaty Portowe Marynarki Wojennej w Gdyni; w jego trakcie m.in. usunięto rufowy maszt oraz wymieniono drewniany pokład. 20 stycznia 1936 roku kanonierka została ponownie przydzielona do reaktywowanego Dywizjonu Minowców. Oprócz bliźniaczej jednostki w skład dywizjony weszły cztery nowoczesne trałowce typu Jaskółka. Pomimo zmian organizacyjnych kanonierka nadal pełniła funkcje szkoleniowe. W sierpniu 1936 roku kanonierki wraz z trałowcami złożyły wizytę w Visby oraz Karlshamn. Od 15 do 21 września „Generał Haller” wraz z trałowcami odbył rejs na Zatokę Fińską i Ryską, bez zawijania do portów. Od stycznia 1932 roku do lipca 1937 roku okręt na obu burtach nosił znak szybkiej identyfikacji w postaci białej litery „H”.

### Udział w wojnie obronnej

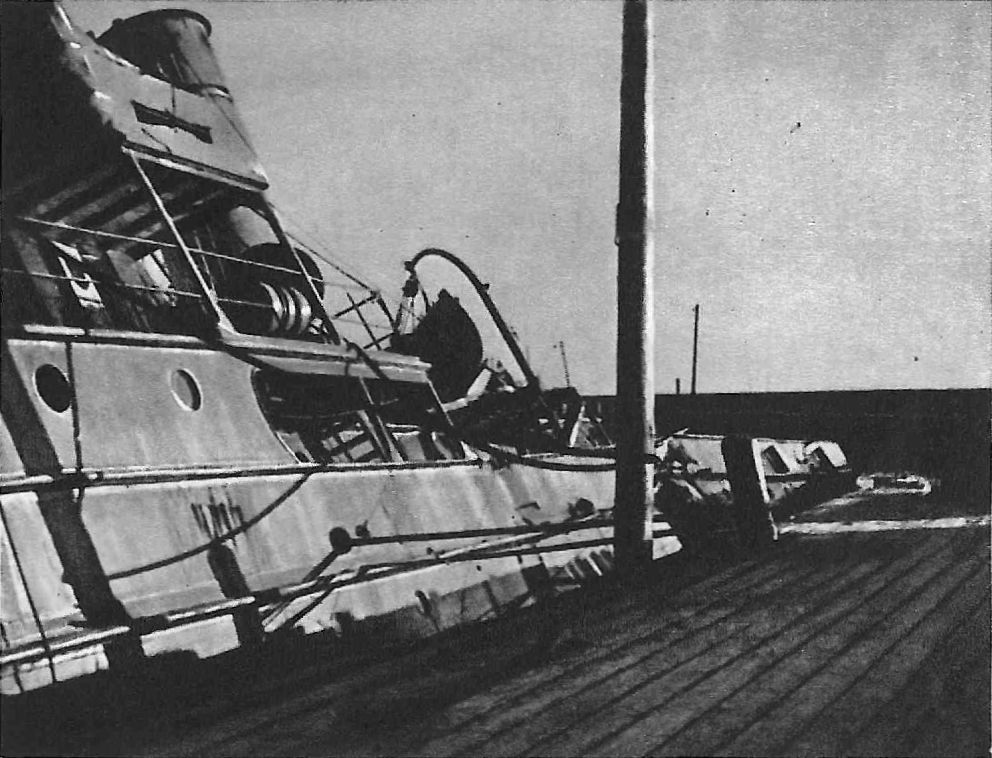
Wrak kanonierki w porcie rybackim na Helu

Przed wybuchem wojny, tj. 24 sierpnia 1939 roku „Generał Haller” został włączony do Dywizjonu Minowców. 1 września okręt podporządkowano Morskiej Obronie Wybrzeża. W tym okresie jednostką dowodził kpt. mar. Stanisław Mieszkowski. W nocy z 31 sierpnia na 1 września 1939 roku „Generał Haller” patrolował Zatokę Gdańską na linii Gdynia – Hel. Nad ranem skierował się do Gdyni, gdzie zastał go wybuch wojny. Kanonierka brała udział w początkowej fazie obrony Wybrzeża – stojąc w porcie na Oksywiu uczestniczyła w odpieraniu niemieckiego nalotu. O godz. 14.00 port zaatakowały 32 niemieckie samoloty nurkujące Junkers Ju 87B „Stuka” z eskadry IV.(St)/LG 1. W trakcie trwania nalotu kanonierka opuściła port, jednak od odłamków i pocisków karabinów maszynowych okręt odniósł powierzchowne uszkodzenia. Od odłamków bomby lotniczej śmierć poniosło dwóch członków załogi: st. mar. Jan Dercz oraz st. mar. Sobczyński. O godz. 15:00 na pokładzie ORP „Wicher” odbyła się narada dowódców przed planowaną operacją minową o kryptonimie Rurka. Po południu okręt wyszedł w morze wraz z głównymi siłami polskiej floty zmierzającymi w kierunku Helu, (stawiacz min ORP „Gryf”, niszczyciel ORP „Wicher”, sześć trałowców „ptaszków” i kanonierka ORP „Komendant Piłsudski”), w celu osłony operacji minowania Rurka. Na wodach Zatoki Puckiej polski zespół został zaatakowany przez niemieckie bombowce nurkujące i kanonierka uczestniczyła w odpieraniu ich ataków. Wskutek wybuchów bomb doszło do uszkodzenia przewodu parowego maszynki sterowej.
W nocy z 1 na 2 września „Generał Haller” znajdował się na morzu w rejonie Jastarni, a w dzień patrolował rejon Hel – Mechelinki, po czym ok. godziny 16:00 obie kanonierki przeszły do portu rybackiego na Helu, gdzie dotarły o godzinie 18:00. Tam, na rozkaz dowództwa Morskiej Obrony Wybrzeża, z powodu małej prędkości kanonierki i jej niewielkiej wartości bojowej, okręt unieruchomiono, wygaszając kotły. Z kanonierki zdjęto uzbrojenie i ustawiono na pozycjach lądowych, a załoga zeszła na ląd, wzmacniając oddział przeciwdesantowy. Podczas nalotu niemieckich samolotów z 3. eskadry wielozadaniowej z dywizjonu lotnictwa przybrzeżnego, 3 września ok. godz. 16:00 „Generał Haller” został uszkodzony bliskim wybuchem bomby, który zerwał część poszycia. Na skutek kolejnego nalotu, 6 września 1939 roku okręt zatonął. Wrak następnie został wydobyty przez Niemców. Z powodu licznych uszkodzeń, m.in. popękanych fundamentów maszyn, został pocięty na złom.